# Чаньяраль
Чаньяраль (ісп. Chañaral) — місто і морський порт в Чилі. Адміністративний центр однойменної комуни і провінції Чаньяраль. Населення міста — 12 086 осіб (2002). Місто і комуна входить до складу провінції Чаньяраль і області Атакама.
Територія комуни — 5 767 км². Чисельність населення — 12 219 жителів (2017). Щільність населення — 2,12 чол. / Км².

## Клімат
Місто знаходиться у зоні, котра характеризується кліматом тропічних пустель. Найтепліший місяць — січень із середньою температурою 21.1 °C (70 °F). Найхолодніший місяць — липень, із середньою температурою 13.9 °С (57 °F).
| Клімат Чаньяраля        | Клімат Чаньяраля | Клімат Чаньяраля | Клімат Чаньяраля | Клімат Чаньяраля | Клімат Чаньяраля | Клімат Чаньяраля | Клімат Чаньяраля | Клімат Чаньяраля | Клімат Чаньяраля | Клімат Чаньяраля | Клімат Чаньяраля | Клімат Чаньяраля | Клімат Чаньяраля |
| Показник                | Січ.             | Лют.             | Бер.             | Квіт.            | Трав.            | Черв.            | Лип.             | Серп.            | Вер.             | Жовт.            | Лист.            | Груд.            | Рік              |
| Абсолютний максимум, °C | 35               | 30               | 32               | 27               | 30               | 40               | 32               | 40               | 40               | 26               | 27               | 30               | 40               |
| Середній максимум, °C   | 22               | 22               | 21               | 19               | 17               | 16               | 16               | 16               | 16               | 17               | 18               | 21               | 18               |
| Середня температура, °C | 21               | 21               | 19               | 17               | 16               | 14               | 13               | 14               | 15               | 16               | 17               | 19               | 17               |
| Середній мінімум, °C    | 19               | 18               | 17               | 16               | 13               | 12               | 11               | 12               | 13               | 14               | 16               | 17               | 15               |
| Абсолютний мінімум, °C  | 11               | 10               | 4                | 6                | 5                | 2                | 0                | 0                | 1                | 11               | 7                | 2                | 0                |
| Норма опадів, мм        | 0                | 0                | 0                | 0                | 0                | 0                | 0                | 0                | 0                | 0                | 0                | 0                | 10               |
| ----------------------- | ---------------- | ---------------- | ---------------- | ---------------- | ---------------- | ---------------- | ---------------- | ---------------- | ---------------- | ---------------- | ---------------- | ---------------- | ---------------- |
| Джерело: Weatherbase    |                  |                  |                  |                  |                  |                  |                  |                  |                  |                  |                  |                  |                  |